# Szent Ninian
Szent Ninian (360 körül – 432) skóciai hithirdető.
Ninian feltehetően a mai Dél-Skóciában született. Rómában tanult, majd Tours-i Szent Márton mellett töltött több évet, ezután ment vissza Skóciába hirdetni a kereszténységet. Működéséről kevés adat maradt fenn, annyi bizonyos, hogy halála után Candida Casaban (mai Whithorn) temették el. Sírja később híres zarándokhellyé vált. 
Ninian működéséről először Beda Venerabilis számol be a 8. század elején. Beda kiemeli, hogy amikor 565 körül Szent Kolumba elkezdte hirdetni az igét Skóciában, a piktek déli csoportja már keresztény volt Ninian 100 évvel azelőtti működése következtében. Ninian hivatalos életrajzát Rieveaulx-i Szent Aelred írta meg a 12. században Vita Niniani címen. Ugyan a Vita Niniani 700 évvel Ninian halála után keletkezett, de a tudósok szerint egy azóta elveszett eredeti életrajz volt az alapja, amely 100 évvel Ninian után készült.